# Szew tarczkowy
Szew tarczkowy (łac. sutura scutoscutellaris, sulcus scutoscutellaris, ang. scutoscutellar suture, scutoscutellar sulcus) – szew rzekomy obecny na tułowiu owadów.
Szew tarczkowy położony jest w tylnej części alinotum. Oddziela on scutum (tarczę) od scutellum (tarczki lub zatarczki). Pierwotnie ma V-kształtną formą z ramionami rozbiegającymi się ku przodowi, a wierzchołkiem skierowanym ku tyłowi. Powstaje on w wyniku uwypuklenia ściany ciała do wewnątrz i po wewnętrznej stronie odpowiada mu listewka V-kształtna.
Szew ten ulegać może różnym modyfikacjom, może też być zredukowany lub w ogóle nieobecny, jednak ogólnie występuje w jakiejś formie u prawie wszystkich Pterygota. Wśród błonkówek jest dobrze rozwinięty u pilarzowatych. U Apocrita może być obecny lub nie. U muchówek V-kształtny szew tarczkowy mają Tipuloidea, podczas gdy u Culicoidea ma on postać poprzecznej linii.